# Moumou (film, 1951)
Pour plus de détails, voir Fiche technique et Distribution.
Moumou ou Les Révélations de l'amour est un film français réalisé par René Jayet, sorti en 1951.

## Fiche technique
- Titre : Moumou
- Titre alternatif : Les Révélations de l'amour
- Réalisation : René Jayet
- Scénario : Jean de Létraz, d'après sa pièce éponyme
- Photographie : Charlie Bauer
- Montage : Marinette Cadix
- Musique : Jean Yatove
- Décors : Aimé Bazin
- Son : Paul Boistelle
- Société de production : JAD Films
- Pays de production :  France
- Format : Noir et blanc  - 1,37:1 - 35 mm - Son mono
- Genre : Comédie
- Durée : 102 minutes
- Date de sortie : 
  - France : 26 octobre 1951
- Affiche : Boris Grinsson (France)

## Distribution
- Raymond Bussières : Jules Latouche
- Jeannette Batti : Claudine
- Pierre-Louis : Armand Chauvinet
- Nathalie Nattier : Brigitte Latouche
- André Gabriello :  Commissaire Germain
- Annette Poivre : Gisèle Chauvinet
- Robert Murzeau : Léonard Jolijoli
- Georgette Anys : La masseuse
- René Lacourt : L'habitué
- Betty Hoop